# Final Four Euroliga 2025
La Final Four fue la etapa culminante de la Euroliga 2024-25, y se celebró entre los días 23 y 25 de mayo de 2025. Las semifinales se disputaron el 23 de mayo y el partido por el campeonato y el de consolación se disputó el 25 de mayo. Todos los partidos tuvieron lugar en el Etihad Arena, en la ciudad emiratí de Abu Dabi, lo que marcó la primera vez en la historia que el evento se lleve a cabo fuera de Europa.

## Sede
El 28 de enero de 2025, la Euroliga de Baloncesto anunció que la Final Four se celebraría en el Etihad Arena de la ciudad emiratí de Abu Dabi. Abu Dabi se convierte así en la primera ciudad en albergar la Final Four de la Euroliga fuera de Europa.
| Abu Dabi          | Abu Dabi |
| Etihad Arena      | Abu Dabi |
| Capacidad: 18 000 | Abu Dabi |

## Árbitros
El 8 de mayo de 2025 se anunciaron los ocho árbitros que dirigirán los partidos durante la Final Four.
| - Ilija Belošević - Mehdi Difallah - Robert Lottermoser - Carlos Peruga Embid | - Milan Nedović - Carmelo Paternicò - Emilio Pérez Pizarro - Artūras Šukys |

## Equipos clasificados
| Equipo        | Fecha de clasificación | Participaciones (negrita indica campeón)                                          |
| ------------- | ---------------------- | --------------------------------------------------------------------------------- |
| Fenerbahçe    | 29 de abril de 2025    | 6 (2015, 2016, 2017, 2018, 2019, 2024)                                            |
| Olympiacos    | 1 de mayo de 2025      | 13 (1994, 1995, 1997, 1999, 2009, 2010, 2012, 2013, 2015, 2017, 2022, 2023, 2024) |
| Mónaco        | 6 de mayo de 2025      | 1 (2023)                                                                          |
| Panathinaikos | 6 de mayo de 2025      | 12 (1994, 1995, 1996, 2000, 2001, 2002, 2005, 2007, 2009, 2011, 2012, 2024)       |

## Cuadro
|  | Semifinales   | Semifinales |            |        | Final         | Final        |  |
|  | 23 de mayo    | 23 de mayo  |            |        | 25 de mayo    | 25 de mayo   |  |
|  |               |             |            |        |               |              |  |
|  |               |             |            |        |               |              |  |
|  | Olympiacos    | 68          |            |        |               |              |  |
|  | Olympiacos    | 68          |            |        |               |              |  |
|  | Mónaco        | 78          |            |        |               |              |  |
|  | Mónaco        | 78          |            | Mónaco | 70            |              |  |
|  |               |             |            | Mónaco | 70            |              |  |
|  |               |             | Fenerbahçe | 81     |               |              |  |
|  | Fenerbahçe    | 82          | Fenerbahçe | 81     |               |              |  |
|  | Fenerbahçe    | 82          |            |        |               |              |  |
|  | Panathinaikos | 76          |            |        | Tercer lugar  | Tercer lugar |  |
|  | Panathinaikos | 76          |            |        | Tercer lugar  | Tercer lugar |  |
|  |               |             |            |        |               |              |  |
|  |               |             |            |        | Olympiacos    | 97           |  |
|  |               |             |            |        | Olympiacos    | 97           |  |
|  |               |             |            |        | Panathinaikos | 93           |  |
|  |               |             |            |        | Panathinaikos | 93           |  |
|  |               |             |            |        |               |              |  |

## Resultados

#### Semifinales
| 23 de mayo de 2025 | Fenerbahçe                                                                 | 82–76                                 | Panathinaikos                                              | Abu Dabi |  |
| 17:00 (CEST)       | Parciales: 22–14, 16–19, 17–15, 27–28                                      | Parciales: 22–14, 16–19, 17–15, 27–28 | Parciales: 22–14, 16–19, 17–15, 27–28                      | |  |
|                    | Estadísticas D. Hall 18 N. Melli 6 W. Baldwin, N. Hayes-Davis 5 D. Hall 18 | Reporte Pts Reb Asts Val              | Estadísticas 22 C. Osman 6 C. Osman 4 J. Grant 17 J. Grant | Pabellón: Etihad Arena Asistencia: 10 218 espectadores Árbitros: Carlos Peruga Embid Robert Lottermoser Mehdi Difallah |  |

| 23 de mayo de 2025 | Olympiacos                                                                | 68–78                                 | Mónaco                                                      | Abu Dabi |  |
| 20:00 (CEST)       | Parciales: 17–17, 15–18, 19–22, 17–21                                     | Parciales: 17–17, 15–18, 19–22, 17–21 | Parciales: 17–17, 15–18, 19–22, 17–21                       | |  |
|                    | Estadísticas E. Fournier 31 S. Vezenkov 8 Tres jugadores 2 E. Fournier 27 | Reporte Pts Reb Asts Val              | Estadísticas 22 A. Diallo 7 M. James 7 M. James 29 M. James | Pabellón: Etihad Arena Asistencia: 10 218 espectadores Árbitros: Ilija Belošević Emilio Pérez Pizarro Milan Nedović |  |

#### Tercer lugar
| 25 de mayo de 2025 | Olympiacos                                                      | 97–93                                 | Panathinaikos                                                           | Abu Dabi                                                                         |  |
| 16:00 (CEST)       | Parciales: 33–20, 24–26, 18–18, 22–29                           | Parciales: 33–20, 24–26, 18–18, 22–29 | Parciales: 33–20, 24–26, 18–18, 22–29                                   |                                                                                  |  |
|                    | Estadísticas A. Peters 32 A. Peters 7 L. Vildoza 9 A. Peters 31 | Reporte Pts Reb Asts Val              | Estadísticas 23 O. Yurtseven 8 O. Yurtseven 12 L. Brown 25 O. Yurtseven | Pabellón: Etihad Arena Árbitros: Carmelo Paternicò Ilija Belošević Artūras Šukys |  |

#### Final
| 25 de mayo de 2025 | Mónaco                                                      | 70–81                                 | Fenerbahçe                                                                     | Abu Dabi                                                                              |  |
| 19:00 (CEST)       | Parciales: 20–18, 13–17, 18–19, 19–27                       | Parciales: 20–18, 13–17, 18–19, 19–27 | Parciales: 20–18, 13–17, 18–19, 19–27                                          |                                                                                       |  |
|                    | Estadísticas A. Diallo 19 D. Theis 8 E. Okobo 5 E. Okobo 13 | Reporte Pts Reb Asts Val              | Estadísticas 23 N. Hayes-Davis 9 N. Hayes-Davis 3 W. Baldwin 30 N. Hayes-Davis | Pabellón: Etihad Arena Árbitros: Carlos Peruga Embid Robert Lottermoser Milan Nedović |  |

|                               |
| Bandera de Turquía            |
| Campeón Fenerbahçe 2.º título |